# Скарамангас
Скараманга́с (греч. Σκαραμαγκάς) — малый город в Греции, западный пригород Афин. Расположен в 11 километрах к северо-западу от центра Афины, площади Омониас, на берегу залива Элефсиса в заливе Сароникос, у подножия Пойкилона и Эгалео. Входит в общину (дим) Хайдарион в периферийной единице Западной Аттике в периферии Аттике. Население 1255 жителей по переписи 2011 года.
По северной окраине Скарамангаса проходит проспект Атинон, часть национальной дороги 8, соединяющий Афины и Элефсис. Скарамангас и Керацинион соединяет проспект Схисту-Скараманга.
В Скарамангасе находится судоверфь Hellenic Shipyards.
В Скарамангасе расположена база Военно-морских сил Греции. На территории базы в апреле 2016 года открыт лагерь для беженцев «Скарамангас». В июне 2016 года в лагере проживало 3 тысячи беженцев из Сирии, Афганистана и Ирака.

## Население
| Год  | Население, человек |
| ---- | ------------------ |
| 1991 | 2309               |
| 2001 | 968                |
| 2011 | ↗ 1255             |